# Ernst Theodorowitsch Krenkel

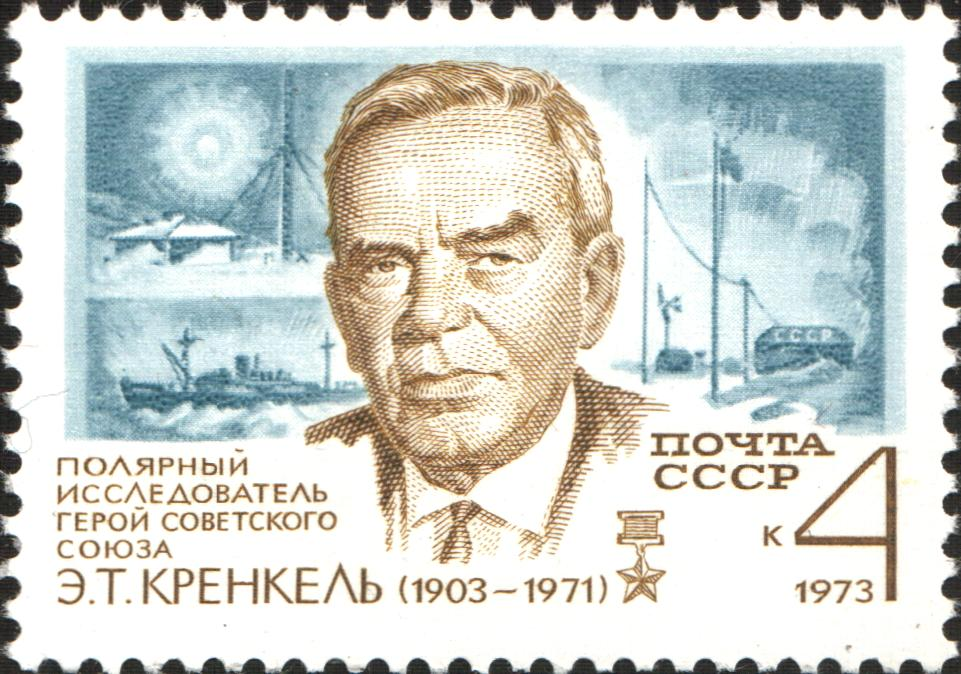
Krenkel 1973 auf einer Briefmarke der UdSSR anlässlich seines 70. Geburtstages

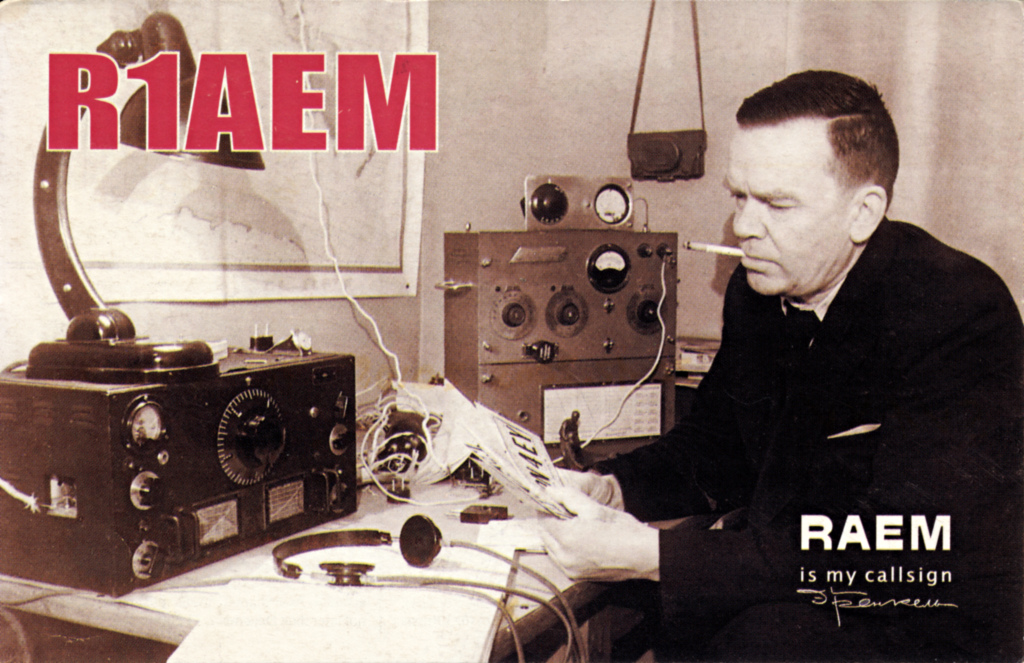
QSL-Karte R1AEM von 2013 zu Ehren von Ernst Krenkel, RAEM, zu sehen mit seinem HRO-Funkempfänger

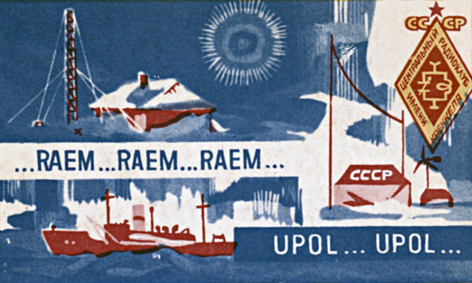
Darstellung der beiden von ihm betriebenen Funkstationen in der Arktis

Ernst Theodorowitsch Krenkel (russ. Эрнст Теодорович Кренкель; * 11. Dezemberjul. / 24. Dezember 1903greg. in Białystok; † 8. Dezember 1971 in Moskau) war ein sowjetischer Polarforscher, Funker und Amateurfunk-Pionier.

## Leben
Ernst Krenkel wurde 1903 als Sohn des Sprachlehrers Theodor Krenkel und dessen ebenfalls deutschstämmiger Frau Maria geboren. Seine Vorfahren väterlicherseits waren im 18. Jahrhundert aus Thüringen in die Ukraine eingewandert.
Krenkel arbeitete zwischen 1924 und 1938 auf verschiedenen Polarstationen. Er war bei der Errichtung der nördlichsten Funkstation der Welt in der Arktis auf Franz-Joseph-Land beteiligt und stellte am 12. Januar 1930 den damaligen Weltrekord für Weitverbindungen auf Kurzwelle her, als er eine Verbindung zum Funker Howard Mason an der Station WFA der Byrd Antarctic Expedition unter Byrd auf dem antarktischen Ross-Schelfeis herstellen konnte. 1931 nahm er an der Polarfahrt des Luftschiffes LZ 127 Graf Zeppelin teil.
Als Krenkel 1934 an der Fahrt der Cheliuskin teilnahm, benachrichtigte er nach dem Untergang des Schiffes die Außenwelt mithilfe seines Funkgerätes über die unkontrollierte Drift der Überlebenden auf einer Eisscholle. Er konnte die Rettung der Expedition nach dem mehrfachen Auseinanderbrechen der Eisscholle durch den Kontakt mit Funkamateuren erreichen. Nach der Expedition durfte er das Schiffs-Rufzeichen RAEM als Amateurfunkrufzeichen für seine Amateurfunkstation behalten.
Von Mai 1937 bis Februar 1938 war Krenkel als Funker neben Iwan Papanin, Pjotr Schirschow und Jewgeni Fjodorow Expeditionsteilnehmer auf der Eisdriftstation Nordpol-1 und somit wahrscheinlich einer der ersten Menschen am geographischen Nordpol.
Er war der erste Präsident der Radio-Sport-Vereinigung der Sowjetunion, Vorläuferin der heutigen Union der Funkamateure Russlands.
Die letzte Ruhe fand Ernst Krenkel auf dem Nowodewitschi-Friedhof in Moskau. Auf dem Grab stehen die Buchstaben RAEM auf einer hohen Stele in großen Majuskeln untereinander.

## Ehrungen
Sein Porträt ist auf zahlreichen sowjetischen und russischen Briefmarken abgebildet. Zusammen mit seinen Kollegen der Eisstation wurde er mit dem Titel Held der Sowjetunion geehrt (Verleihungsnummer 73). Zur Erinnerung werden mehrere Stationen von Funkamateuren jenseits des Polarkreises betrieben, durch Verbindungen mit diesen Stationen kann das Diplom RAEM erarbeitet werden.
Nach ihm benannt wurde auch
- die Krenkel-Bucht, eine ausgedehnte Bucht der Laptewsee an der südöstlichen Küste der Insel Komsomolez im Archipel Sewernaja Semlja (80° 30′ N, 98° E);
- das Geophysikalische Polarobservatorium E. T. Krenkel auf der Hayes-Insel des Archipels Franz-Joseph-Land, Oblast Archangelsk (80° 36′ 36′′ N, 57° 49′ 22′′ E).